# Wee Tian Siak
Wee Tian Siak, conosciuto anche con la traslitterazione Huang Tianxi (黃天錫T, Huáng TiānxīP; Singapore, 26 aprile 1921 – 29 luglio 2004), è stato un cestista taiwanese naturalizzato singaporiano.

## Carriera
Da giocatore con la Repubblica di Cina ha disputato i Giochi di Londra 1948. Nel 1952 era stato convocato da Taiwan per i Giochi di Helsinki 1952, ma la squadra non partecipò alle olimpiadi per motivi politici. Successivamente disputò i Giochi di Melbourne 1956 con Singapore.